# جون بي جيلز
جون بي جيلز (بالإنجليزية: John P. Gillis)‏ هو ضابط أمريكي، ولد في 6 سبتمبر 1803 في ويلمنغتون في الولايات المتحدة، وتوفي بنفس المكان في 25 فبراير 1873.